# Nereis foliosa
Nereis foliosa är en ringmaskart som beskrevs av Schmarda 1861. Nereis foliosa ingår i släktet Nereis och familjen Nereididae. Inga underarter finns listade i Catalogue of Life.